# Urzy
Urzy är en kommun i departementet Nièvre i regionen Bourgogne-Franche-Comté i de centrala delarna av Frankrike. Kommunen ligger i kantonen Guérigny som tillhör arrondissementet Nevers. År 2022 hade Urzy 1 735 invånare.

## Befolkningsutveckling
Antalet invånare i kommunen Urzy
| Referens: INSEE |